# Plattycantha
Plattycantha is een geslacht van libellen (Odonata) uit de familie van de glazenmakers (Aeshnidae).

## Soorten
Plattycantha omvat 3 soorten:
- Plattycantha acuta Lieftinck, 1937
- Plattycantha cornuta (Förster, 1900)
- Plattycantha venatrix Lieftinck, 1937